# Timber Creek (Territoire du Nord)
Timber Creek est une localité  Australienne située sur les rives de la rivière Victoria dans le Territoire du Nord. Le village est traversé par la Victoria Highway, c'est la seule localité importante entre la frontière de l'Australie-Occidentale et la ville de Katherine à l'est. Timber Creek se trouve à environ 600 km au sud de Darwin, sa région est connue pour ses escarpements pittoresques et ses baobabs.

## Histoire

### Origines
Les peuples  autochtones sont les Ngaliwurru et Nungali  Leur mode de vie est resté inchangé pendant des milliers d'années jusqu'au premier contact avec les Européens au XIXe siècle. Le nom traditionnel qu'ils donnaient à la localité était « Makalamayi » .

### XIXesiècle

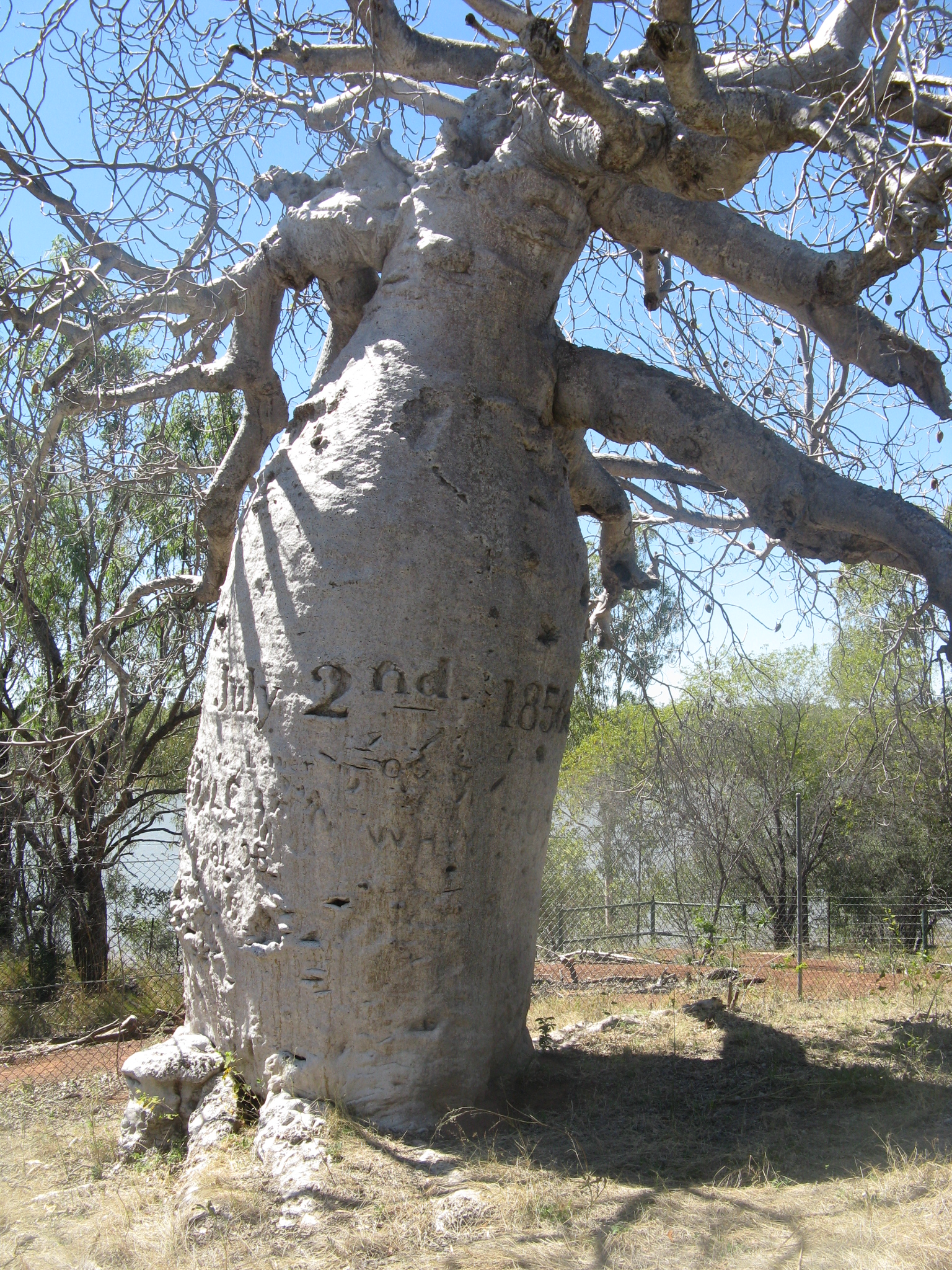
Le Gregory's Tree au bord de la rivière Victoria, à l'ouest de la ville

En septembre 1855, Augustus Charles Gregory et un groupe de 19 hommes atteignirent l'embouchure de la rivière Victoria. La goélette du groupe, le Tom Tough, a longé la rivière et est arrivé près de la ville actuelle de Timber Creek. Un camp de base y fut établi pour l'expédition. Gregory nomma un ruisseau voisin « Timber Creek » le 24 novembre alors qu'il cherchait du bois pour réparer le bateau. Il inscrivit les dates de cette expédition sur un grand baobab près du campement d'origine, à environ 15 kilomètres de la ville actuelle ; l'arbre et l'inscription sont encore visibles aujourd'hui.

### XXesiècle
en 1898 on construisit un poste de police, il fut  considérablement agrandi en 1908 car le trafic fluvial augmentait pour desservir les propriétés pastorales établies dans la région. En 1911, on créa un dépôt pour soutenir le commerce fluvial. Les documents historiques de la fin du 19e et du début du 20e siècle indiquent qu'à cette époque il y avait de fortes tensions et parfois des incidents violent entre les fermiers et les autochtones.
Au cours de la Seconde Guerre mondiale, l'inquiétude grandissante suscitée par le risque d'une invasion du nord de l'Australie par les japonais  conduisit à la formation de la 2/1st North Australia Observer Unit, une unité de reconnaissance très mobile dirigée par des guides aborigènes locaux qui connaissaient bien la région. Cette unité avait pour but de signaler les débarquements ennemis sur des zones isolées du littoral. L'unité opérait dans les régions de Timber Creek et de Victoria River. Elle a été honorée en 1998 par un mémorial dédié aux "Nackeroos", le nom donné à ceux qui ont servi dans cette unité singulière.
À partir de 1963 l'achèvement du barrage de dérivation de la rivière Ord à Kununurra, en Australie-Occidentale   entraina un accroissement du le trafic traversant Timber Creek. La construction en 1970 du pont routier  sur la rivière Victoria (à 82 km à l'est de la ville) et l'arrivée en 1974 de la Victoria Highway   ont encore amplifié la fréquentation de la ville. Timber Creek a reçu le statut de "ville" le 20 juin 1975.
En 1996, le ministère de la Défense a acheté la Bradshaw Station, un grand domaine d'élevage situé à proximité de Timber Creek. Ce domaine est ensuite devenu la Bradshaw Field Training Area, un  centre d'entraînement au tir réel de 8700 km 2. En 2002 on a ouvert le pont Bradshaw. Long de 270 m, il offre un accès routier à la zone d'entraînement depuis l'autoroute Victoria à Timber Creek.

### JugementGriffiths
Les territoires de Ngaliwurru et de Nungali qui entourent Timber Creek ont fait l'objet d'une décision historique de la Haute Cour d'Australie : le jugement Griffiths. L'affaire Griffiths v Minister for Lands, Planning and Environment concernait une action en justice  menée en 1997 par des propriétaires autochtones, représentés par Alan Griffiths et William Gulwin, contre le  gouvernement du Territoire du Nord  qui souhaitait céder à des fins commerciales des terres de la Couronne laissées à l'état naturel. Le Lands Acquisition Act 1989 (NT) conduisait donc à vendre à des tiers privés des biens appartenant aux indigènes. À la suite d'un changement de gouvernement consécutif aux élections du Territoire du Nord de 2001, le projet ne s'est pas réalisé et les biens indigènes n'ont pas été vendus. Toutefois l'affaire a été portée devant les tribunaux.
En 2008 le jugement final a conclu que les dispositions de la Lands Acquisition Act confirmaient au ministre le droit de céder des terres concédées en vertu de la Native Title Act de 1993 à quelque fin que ce soit. Cette acquisition éteignait ainsi les titres et les intérêts autochtones sur leurs terres. Toutefois, au moment de cette décision, le gouvernement du Territoire du Nord avait déjà modifié la législation afin d'empêcher une quelconque acquisition forcée de terres attachées à un titre de propriété indigène.

## Géographie
Timber Creek bénéficie d'un climat de savane tropicale ( classification climatique de Köppen Aw) avec deux saisons distinctes : une saison sèche et une saison humide. Les précipitations annuelles sont de 979 mm, les précipitations les plus importantes se produisant pendant la saison des pluies (de novembre à Avril). Cette saison est caractérisée par une forte humidité, de gros orages et des températures nocturnes élevées. La rivière Victoria connait de fortes inondations pendant cette période. Les mois de la saison sèche, de mai à octobre, sont caractérisés par des précipitations minimes, un ciel bleu, moins d'humidité et des températures nocturnes plus fraîches.

## Démographie
En 2016 on comptait 229 résidents à Timber Creek alors qu'en 2001 il y en avait 296. En 2006 la population était composée de 124 hommes (54 %) et 105 femmes (46 %). 135 personnes (59 %) étaient identifiées comme aborigènes ou insulaires du détroit de Torres. L'âge moyen des résidents était de 30 ans. 78,2% de la population était née en Australie et 80,3% avait la citoyenneté australienne. Les langues les plus parlées dans la ville étaient l'anglais et le ngaliwurru. 25,8 % étaient pentecôtistes, tandis que le deuxième groupe par importance suivait les croyances autochtones traditionnelles (17 %) .

## Économie, infrastructures et services publics
Timber Creek dispose d'un centre de santé, le Timber Creek Health Centre, géré par le Katherine West Health Board. Un médecin généraliste et quatre infirmières y officient du lundi au vendredi. Des services spécialisés sont disponibles par le biais de visites semi-régulières, ils peuvent dispenser des médicaments.
La Timber Creek School est la seule école de la ville. C'est une école publique primaire et intermédiaire qui accueille les élèves de la transition à la 9e année. En août 2010, on y comptait 59 élèves. L'école emploie cinq enseignants à temps plein, ainsi qu'un membre du personnel de soutien; 96 pour cent des élèves sont autochtones.
Timber Creek est alimenté par une centrale électrique automatisée capable de produire 1MW. Le générateur a été installé en 2005, il est exploité par son propriétaire : la Power and Water Corporation.
La ville actuelle dispose d'un relais routier comprenant un magasin général, une station-service, un hôtel et un camping pour caravanes. Les bureaux du comté du Victoria Daly Shire Council proposent des informations touristiques. On compte aussi un poste de police, une centre scolaire pour les enfants allant de la maternelle au collège (9e année), un dispensaire et une piste d'atterrissage. La ville est bordée au nord par la zone d'entraînement de Bradshaw et à l'ouest par le parc national Gregory.
Timber Creek Mechanical est un garage automobile situé sur la rue Wilson, à 3 km de Timber Creek . L'atelier est détenu et exploité par la Ngaliwurru-Wuli Aboriginal Corporation.
Timber Creek fait office d'aire de services pour les lignes d'autocars inter-États circulant sur les routes entre Darwin et Perth ou Broome. Les bus font halte au relais routier de  l'autoroute Victoria . Une piste d'atterrissage est située à quelques kilomètres à l'ouest de la ville, c'est l' aéroport de Timber Creek . La piste unique en terre permet les atterrissages pour les évacuations médicales et les vols charters. Pendant la saison des pluies, les crues de la rivière peuvent entrainer la fermeture de l'aéroport.

## Points d’intérêts
Le Parc national de Judbarra / Gregory couvre 13 000 km 2. Sa nature sauvage offre des paysages tropicaux et semi-arides. Il est réputé pour sa beauté naturelle et ses vestiges de culture aborigène. Il est ouvert toute l'année aux activités de pêche, camping et parcours en 4x4. Le parc s'appelait auparavant « Parc national de Gregory », mais le 21 octobre 2011, il a été décidé qu'en vertu du plan de gestion conjointe avec les propriétaires autochtones, le parc porterait pendant dix ans le double nom de « Judbarra / Gregory ». Ce plan a pour but de préserver le patrimoine culturel unique de l'endroit. Depuis 2021 il ne porte plus que le nom de « Parc national de Judbarra ».
« L'Arbre Gregory » est un grand baobab sur lequel l' explorateur AC Gregory inscrivit les dates d' arrivée et de départ de son expédition 1855-1856 visant à explorer la rivière Victoria et ses environs. L'arbre est situé à l'extrémité nord du parc national Gregory, sur le lieu du campement d'origine de l'expédition. L'endroit se trouve au bord de la rivière, à une courte distance de l'autoroute Victoria, il est bien indiqué. Le site proprement-dit est agrément de promenades et de panneaux d'information détaillant son histoire. L'arbre est inscrit à la fois comme lieu patrimonial et comme site sacré autochtone.
Le bâtiment du poste de police de 1908 de la ville est classé au patrimoine et sert de musée. On y voit des expositions sur l'histoire locale et sur les forces de l'ordre. Le bâtiment principal a été restauré dans les années 1980. L'enceinte du musée comprend des dépendances et des sépultures. Les bâtiments sont entretenus par le National Trust of Australia (Territoire du Nord) .